# Вендроньо
Вендро̀ньо (на италиански: Vendrogno, на западноломбардски: Vendrogn, Вендрон) е село и община в Северна Италия, провинция Леко, регион Ломбардия. Разположено е на 731 m надморска височина. Населението на общината е 317 души (към 2010 г.).